# John Ross (wódz Czirokezów)

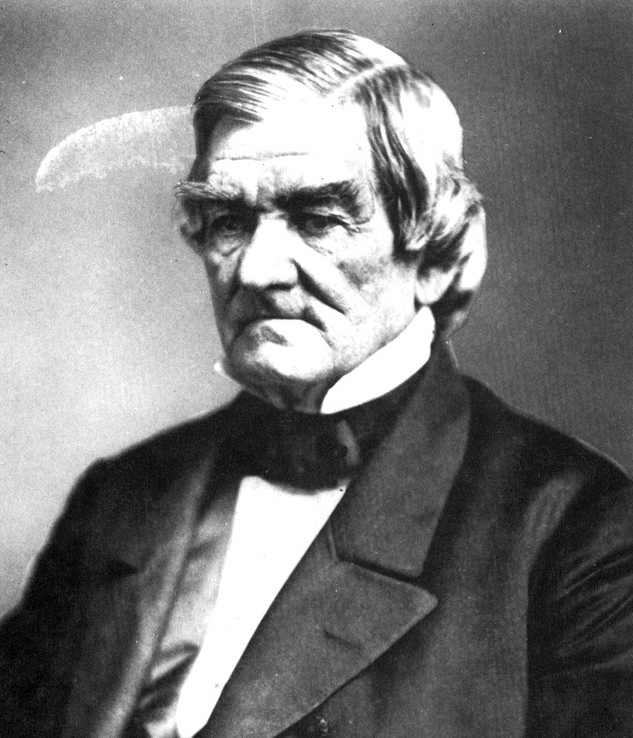
John Ross

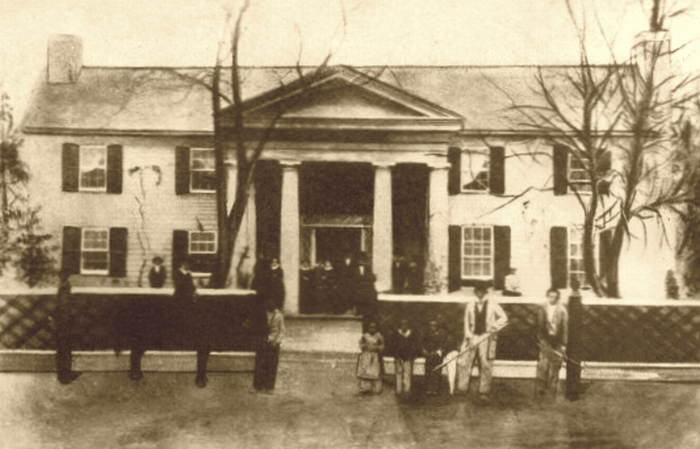
Rose Cottage. Park Hill, Oklahoma.

John Ross (ur. 3 października 1790 w Tennessee zm. 1 sierpnia 1866 w Waszyngtonie) wśród Czirokezów znany jako Kooweskoowe – „czapla”, był wodzem Czirokezów, pełniącym tę funkcję od 1827 do śmierci w 1866 roku.
Urodził się w Lookout Mountain, Tennessee. Jego ojciec był Szkotem, jego matka była pochodzenia szkocko-indiańskiego. Między 1819 a 1866 rokiem, Czirokezi – jeden z tzw. Pięciu Cywilizowanych Narodów północnoamerykańskich Indian – stali się państwem narodowym, stracili swoją ojczystą ziemię w okolicach New Echota w Georgii, przetrwali wysiedlenie tzw. Szlakiem Łez na Terytorium Indiańskie za rzeką Missisipi, i przecierpieli niszczycielską wojnę domową w USA. Poprzez te lata, Ross był górującą postacią polityczną, rywalizującą z takimi liderami Czirokezów, jak John Ridge czy Elias Boudinot, przywódcą niewielkiego indiańskiego narodu usiłującym w dramatycznych nierzadko okolicznościach bronić jego odrębności i niezależności od znacznie potężniejszego sąsiada.